# مايك دورغان
مايك دورغان (بالإنجليزية: Mike Dorgan)‏ هو لاعب كرة قاعدة أمريكي، ولد في 2 أكتوبر 1853 في ميدلتاون في الولايات المتحدة، وتوفي في 26 أبريل 1909 في هارتفورد في الولايات المتحدة.